# 圣安德烈教堂 (耶路撒冷)
31°46′7.76″N 35°13′31.35″E / 31.7688222°N 35.2253750°E

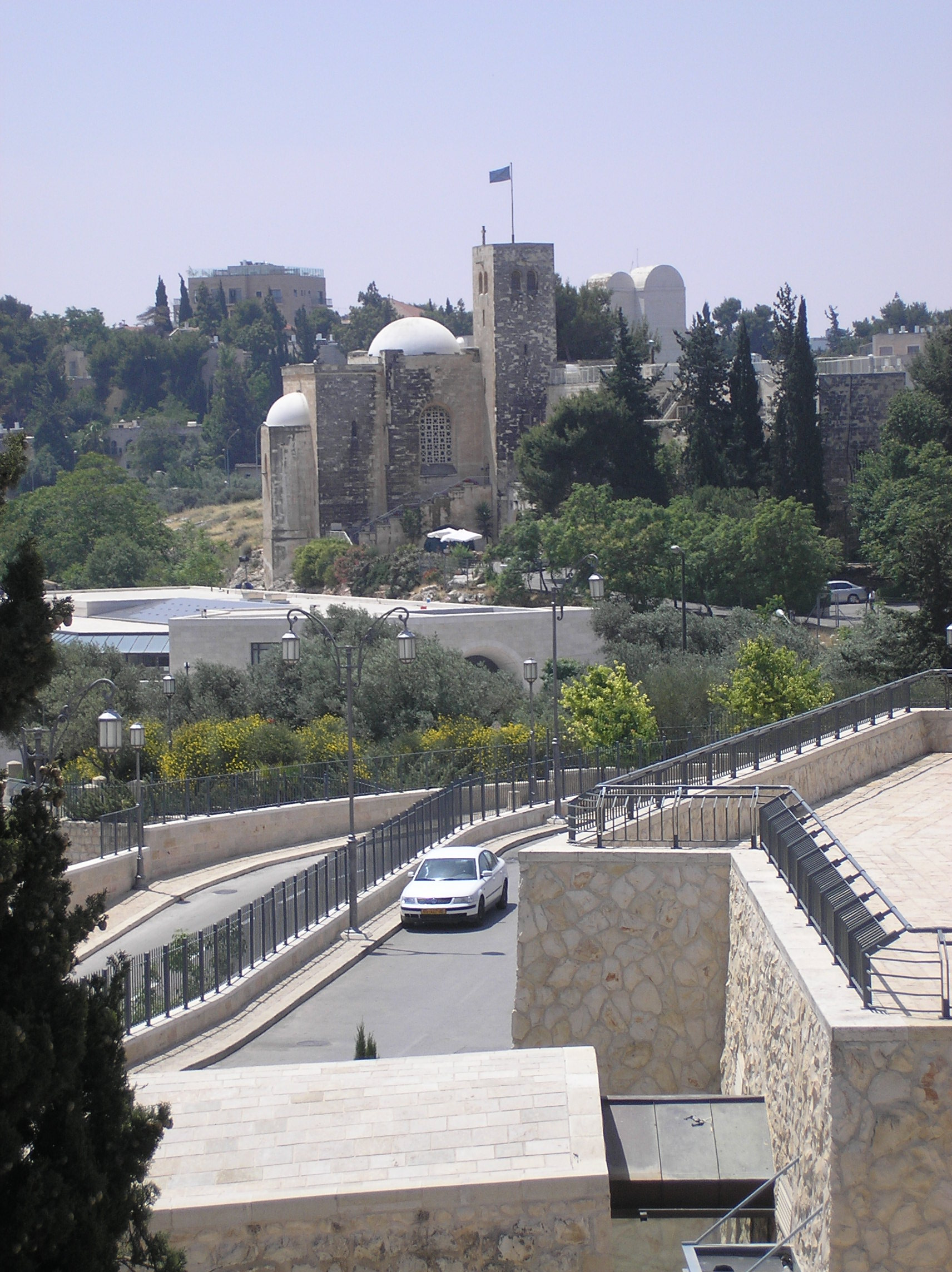
圣安德烈教堂

圣安德烈教堂（St Andrew’s Church）是一座位于耶路撒冷的苏格兰教会教堂，为纪念在第一次世界大战期间与土耳其军队的战斗中阵亡的苏格兰士兵，这场战争结束了奥斯曼帝国对巴勒斯坦的统治。
爱丁堡的船东和教会长老尼尼安·希尔促成了兴建这个教堂。1927年5月7日，艾伦比元帅为教堂奠基，1930年教堂开放。
英国托管和二战期间，这座教堂主要供驻扎在巴勒斯坦的苏格兰士兵使用。1948年中东战争开始后，这座教堂位于前线。首先是西耶路撒冷的犹太武装和老城的巴勒斯坦非正规军交战，后来是约旦阿拉伯军团的士兵和以色列军队交战。威廉克拉克科尔牧师在此期间一直留在教堂，定时敲响教堂的钟声，进行礼拜。在发回爱丁堡的电报中，他说：“建筑周围整夜在战斗...圣安德鲁十字旗飘扬在教堂和牧师住宅上。如果这还不够，将尝试猖獗的狮子。”
每星期日上午十时举行礼拜仪式，并设有一个招待所为旅客提供住宿。